# Incidente do USS Panay

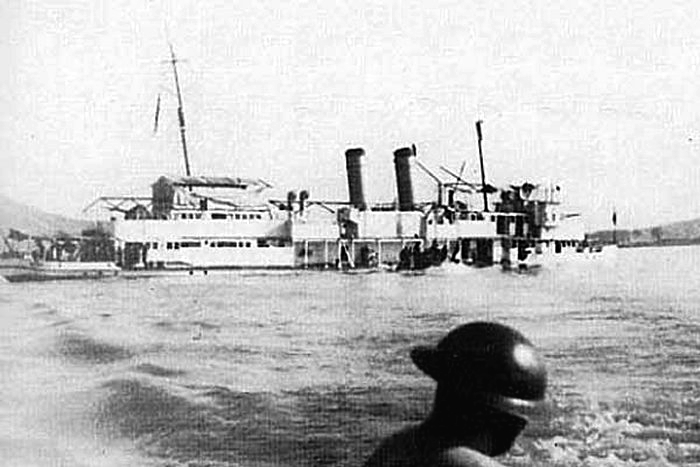
USS Panay afundando após ataque aéreo japonês. Nanquim, China.

O incidente do USS Panay em 12 de dezembro de 1937 foi um ataque de bombardeio japonês à canhoneira Panay da Marinha dos EUA e três navios-tanque da Standard Oil Company no rio Yangtze. Eles metralharam os sobreviventes na água. Os barcos estavam resgatando civis americanos e chineses fugindo de invasores japoneses atacando Nanking (agora escrito Nanjing), China. O Japão e os Estados Unidos não estavam em guerra na época. A indignação pública foi alta nos EUA, mas ambos os lados foram conciliadores e rapidamente resolveram a disputa. Os japoneses alegaram que não viram as bandeiras dos EUA pintadas no convés da canhoneira. Tóquio se desculpou oficialmente e pagou uma indenização em dinheiro. O acordo acalmou parte da raiva dos EUA, e os jornais encerraram o assunto.